# Strigoi
Strigoi (Tiếng Anh: striga, poltergeist) là ma cà rồng trong truyền thuyết của Rumani. Có hai loại Strigoi đó là "Strigoi mort" - ma cà rồng xác chết đội mồ sống dậy và "Strigoi viu" - ma cà rồng sống (hoặc phù thủy). Đầu tiên nó có thể là một con yêu tinh (poltergeist) vô hình quấy rối gia đình bằng việc dời chuyển đồ đạc và đánh cắp thức ăn. Người Rumani tin rằng, nếu có một cuộc sống đau đớn, tiếc nuối, bị mèo đi theo quan tài thì khi chết đi, người ta dễ trở thành Strigoi. Nhiều người khác lại tin, những đứa trẻ khi sinh ra bị dị dạng cũng sẽ trở thành ma cà rồng. Có nhiều cách để chống lại các Strigoi đó là ánh sáng Mặt trời, tỏi và những viên đạn bạc. Khi chết đi, người thân thường để một chai rượu vang xung quanh xác chết trong 6 tuần, nó sẽ khiến người chết sẽ không thể biến thành một Strigoi được. Người ta tin rằng strigoi là một con người đã từng có một cuộc sống đau khổ và sau khi chết đã trở thành một strigoi, strigoi cũng được cho là phù thủy hoặc những đứa trẻ bị sinh ra dị dạng, có màng thóp bằng kim loại. Strigoi được mô tả là có mái tóc đỏ, đôi mắt có màu trái chàm và có hai trái tim.